# Bobasakoa
Bobasakoa is een plaats in Madagaskar gelegen in het district Antsiranana II van de regio Diana. In 2001 telde de plaats bij de volkstelling 6309 inwoners.
In de plaats is basisonderwijs beschikbaar. 98,9 % van de bevolking is landbouwer. Het belangrijkste gewas is rijst. 0,1% van de bevolking is werkzaam in de dienstensector en de overige 1% voorziet in levensonderhoud via visserij.